# Dorina N. Rusu
Dorina N. Rusu (n. 1951) este un istoric român, membru titular al Academiei Române din 2022. Anterior a fost membru corespondent din 2015.

## Biografie
Dorina N. Rusu s-a născut la Brașov în anul 1951. În 1970 a absolvit liceul Garabet Ibrăileanu din Iași, urmând cursurile Facultății de Istorie-Filosofie din cadrul Universitații Al.I. Cuza din același oraș, fiind șefă de promoție pe țară în 1974. Pe parcursul vieții sale a adunat nenumărate reușite  precum titlul de doctor în istorie la Universitatea la care a studiat 1979 avându-l coordonator pe prof. dr. Constantin Cihodaru , în 1988 a fost cercetător la Centrul de Istorie și Teorie Militară din București si până în 1991 a fost redactor la Editura Academiei Române, între anii 2014-2018 a ocupat funcția de  consilier al președintelui Academiei Române.